# Шахрисабз
Шахриса́бз (узб. Shahrisabz) — місто в Кашкадар'їнській області Узбекистану. Населення — 53 000 жителів (1991). Розміщене на північному сході області, за 80 км на південь від Самарканда.
У селищі Ходжа-Ілгар на околиці Шахрисабза народився Тамерлан (Тимур), тому місто часто називають батьківщиною цього правителя.

## Історія
Шахрисабз засновано понад 2700 років тому. Стародавні жителі міста — согдійці — були відомі своїми ремеслами, торгівлею та високою культурою. У давнину місто мало назву Кеш.
Колишня столиця Согду — провінції імперії Ахеменідів.
У 329 році до нашої ери місто було захоплено військами Олександра Македонського. З цього часу Кеш опинився під впливом елліністичної культури. Тут набули деякого поширення давньогрецькі культи й вірування. Найвідомішими були культи Геракла, Діоніса й Афіни.
У I—III століттях місто було під впливом Кушанської імперії. У IV—V століттях нашої ери Кеш входив до складу держав хіонітів та кідарітів.
Правителі Кеша з III століття до нашої ери до VIII століття випустили велику кількість монет. Відомі імена правителів стародавнього і ранньосередньовічного Кеша — Ахурпат і Шишпір. Якось Кеш був навіть столицею Согдіани.
У VI столітті він увійшов до складу держави ефталітів. У 567—658 роках согдійські володарі міста підпорядковувалися тюркам.
У VIII столітті завойований арабами, тривалий час був центром антиарабського й антиісламського спротиву. Одним з останніх правителів Шахрисабза був Бобо-Бек.
Тамерлан (Тимур) народився в селищі Ходжа-Ілгар на околиці Шахрисабза. У XIV — на початку XV століття був його резиденцією. За наказом Тимура в Шахрисабзі зведено палац Ак-сарай. У місті поховані деякі представники династії Тимуридів: батько Тимура Мухаммад Тарагай, два старших сина Тимура Джахангір та Умар шейх.
Сучасна назва походить від перс. شهر سبز — «зелене місто», відомо з XIV століття.
У XVI—XVIII століттях Шахрисабз входив до складу Бухарського ханства.
У середині XVIII століття узбецький рід Кенагасів заснував тут напівнезалежне володіння, яке зберігало свою відносну автономію до самого російського завоювання 1869 року.

## Пам'ятки
Історичний центр міста входить до списку об'єктів Всесвітньої спадщини ЮНЕСКО з 2000 року.
Найвідоміші пам'ятники Шахрисабза:
- руїни палацу Тимура — Аксарай;
- меморіальний комплекс Дорут Тілават, який включає до свого складу:
  - мавзолей шейха Шамсад-Діна Куляла ал-Кеші (там також похований батько Тимура — Амір Турагай);
  - мавзолей Гумбазі-Сейїдан (Купол Сейїдів);
  - мечеть Кок-Гумбаз (Блакитний Купол);
- рештки династичної усипальниці тимуридів Дорус-Сіадат, у тому числі склеп Тимура; емір Тимур похований у мавзолеї Гур-Емір у Самарканді.

13 липня 2016 року Комітет всесвітньої спадщини при ООН вніс історичний центр Шахрисабза до списку об'єктів, що перебувають під загрозою зникнення. Причиною цього стало те, що руйнування будівель у середньовічних районах міста для будівництва готелів та інших сучасних будівель спричинило «незворотні зміни в зовнішньому вигляді історичного Шахрисабза».

## Економіка
Економіка міста концентрується в галузі переробки сільськогосподарської сировини: очищення бавовни, консервування тощо. Розвинені народні й кустарні промисли.